# Сергеева, Анастасия Дмитриевна
Анастасия Дмитриевна Сергеева (1897, Ижевск, Российская империя — 1988, Москва, СССР) - советский хозяйственный, государственный и политический деятель.

## Биография
Родилась в 1897 году в Ижевске.
С 1916 года находилась на педагогической и хозяйственной работе. В 1916-1949 гг. занимала должности: заведующей начальной школы, заведующей детским домом, учительницы средней школы, одновременно занималась научными исследованиями по проблемам педагогики, директора общеобразовательной школы № 514 Москвы, заведующей Московским городским отделом народного образования, директора Института усовершенствования учителей в Москве, заместителя начальника отдела НКВД по борьбе с безнадзорностью и беспризорностью, заместителя ответственного редактора журнала «Семья и школа», директора средней школы № 612 Куйбышевского района Москвы.
Избиралась депутатом Верховного Совета РСФСР 1-го созыва.
Скончалась в 1988 году в Москве. Похоронена на Новодевичьем кладбище.